# العدوة (مركز)
مركز العدوة، مركز إداري مصري. يقع في محافظة المنيا الواقعة في جمهورية مصر العربية. القاعدة الإدارية للمركز هي مدينة العدوة.

## نبذة
العدوة هي أحد مراكز محافظة المنيا. وتقع على بعد 80 كم شمال غرب مدينة المنيا ويعتبر البوابة الغربية لمركز مغاغة تنقسم مدينة العدوة إلى منطقتين (منطقة شرق البحر اليوسفي – منطقة غرب البحر اليوسفى). يعمل 80% من مواطني مركز العدوة بالزراعة حيث تمثل الحرفة الرئيسية للسكان لجودة أراضيها وتوافر الترع والمصارف و 10% من السكان يعملون بالتجارة و 10% من السكان يعملون بحرف متنوعة.

## جغرافية العدوة
الوحدة المحلية لمركز ومدينة العدوة يتبعها عدد 4 مجالس قروية وهي:

### من الغرب
- قرية البسقلون وهي أكبر قرى مركز العدوة ويتبعها عزبة كَمون.
- قرية برمشا ويتبعها عزبة مونس، عزبة الملا، منشأة حلفا، قصر الرقيب، عزبة فرج الله

### من الشرق
- قرية الشيخ مسعود ويتبعها القايات، كفر المغربي، و مفوزطيبة.
- قرية بلهاسة
- قرية شارونة

### من الجنوب
- قرية عطف حيدر ويتبعها (بني وركان، المسيد – مؤنس - الجهاد، وعزبة جاب الله).
- قرية صفانية ويتبعها (العقولة - سلاقوس – منشأة الساوي – بان العلم – كفر مهدي –منشأة عبد الله – الأزهري)

### من الشمال
- قرية بني عامر ويتبعها (العقلية – كفر عبد الخالق – نزلة رمضان –البجهور
- قرية السلحدار.